# (2482) Perkin
(2482) Perkin (1980 CO) – planetoida z pasa głównego asteroid okrążająca Słońce w ciągu 5 lat i 6 dni w średniej odległości 2,93 au. Została Odkryta 13 lutego 1980 roku.